# آقای رومئو
آقای رومئو (به انگلیسی: Mr. Romeo) فیلمی محصول سال ۱۹۹۶ و به کارگردانی کی.اس. راوی است. در این فیلم بازیگرانی همچون پرابو دوا، شیلپا شتی و مادهو ایفای نقش کرده‌اند.